# Khaliun, Govi-Altai
Khaliun (tiếng Mông Cổ: Халиун) là một sum của tỉnh Govi-Altai ở miền tây Mông Cổ. Vào năm 2009, dân số của sum là 2.497 người.

## Địa lý
Sum có diện tích khoảng 4.214 km2. Trung tâm sum, Khaliun, nằm cách tỉnh lỵ Altai 87 km và thủ đô Ulaanbaatar 1.088 km.

### Khí hậu
Khaliun có khí hậu bán khô hạn. Nhiệt độ trung bình hàng năm trong khu vực là 3 °C. Tháng ấm nhất là tháng 7, khi nhiệt độ trung bình là 22 °C và lạnh nhất là tháng 1, với −18 °C. Lượng mưa trung bình hàng năm là 123 mm. Tháng ẩm ướt nhất là tháng 8, với lượng mưa trung bình là 28 mm, và khô nhất là tháng 1, với 2 mm.

## Kinh tế
Sum có một trường học, bệnh viện, khu dịch vụ và xưởng.